# Álvaro Bisama
Álvaro Bisama Mayné (Valparaíso, 18 de abril de 1975) es un escritor, crítico literario y profesor chileno. Fue seleccionado en 2007 por el Hay Festival y Bogotá Capital Mundial del Libro como uno de los treinta y nueve escritores latinoamericanos menores de 39 años más importantes.

## Biografía
Bisama vivió durante su infancia y adolescencia en Villa Alemana. Hijo de profesores.
Ingresó a estudiar Pedagogía en Castellano en la Universidad de Playa Ancha de Ciencias de la Educación, y a fines de los años 1990 comenzó una carrera como columnista, cronista y periodista, primero en el suplemento de fin de semana Entrevista de El Mercurio de Valparaíso y luego en diversos medios establecidos en Santiago, como La Tercera, Zona de Contacto o portales electrónicos como Virtualia.
En 2000 ingresó al Magíster en Estudios Latinoamericanos de la Universidad de Chile y al año siguiente empezó a participar del sitio web de crítica literaria Taller Mariano Aguirre, donde comparte espacio con Alejandro Zambra y Francisca Lange, entre otros. En 2002 colaboró como crítico literario y comentarista cultural en La Tercera. Por esa misma época compiló diversos textos en Zona cero, un volumen editado por el Gobierno Regional de Valparaíso.
Es profesor de Expresión Escrita y Taller de Literatura en la Escuela de Periodismo de la Universidad Alberto Hurtado y escribe crítica de televisión para la revista Qué Pasa. Se desempeña como director de la Escuela de Literatura Creativa de la Universidad Diego Portales, donde también enseña.

## Trayectoria literaria

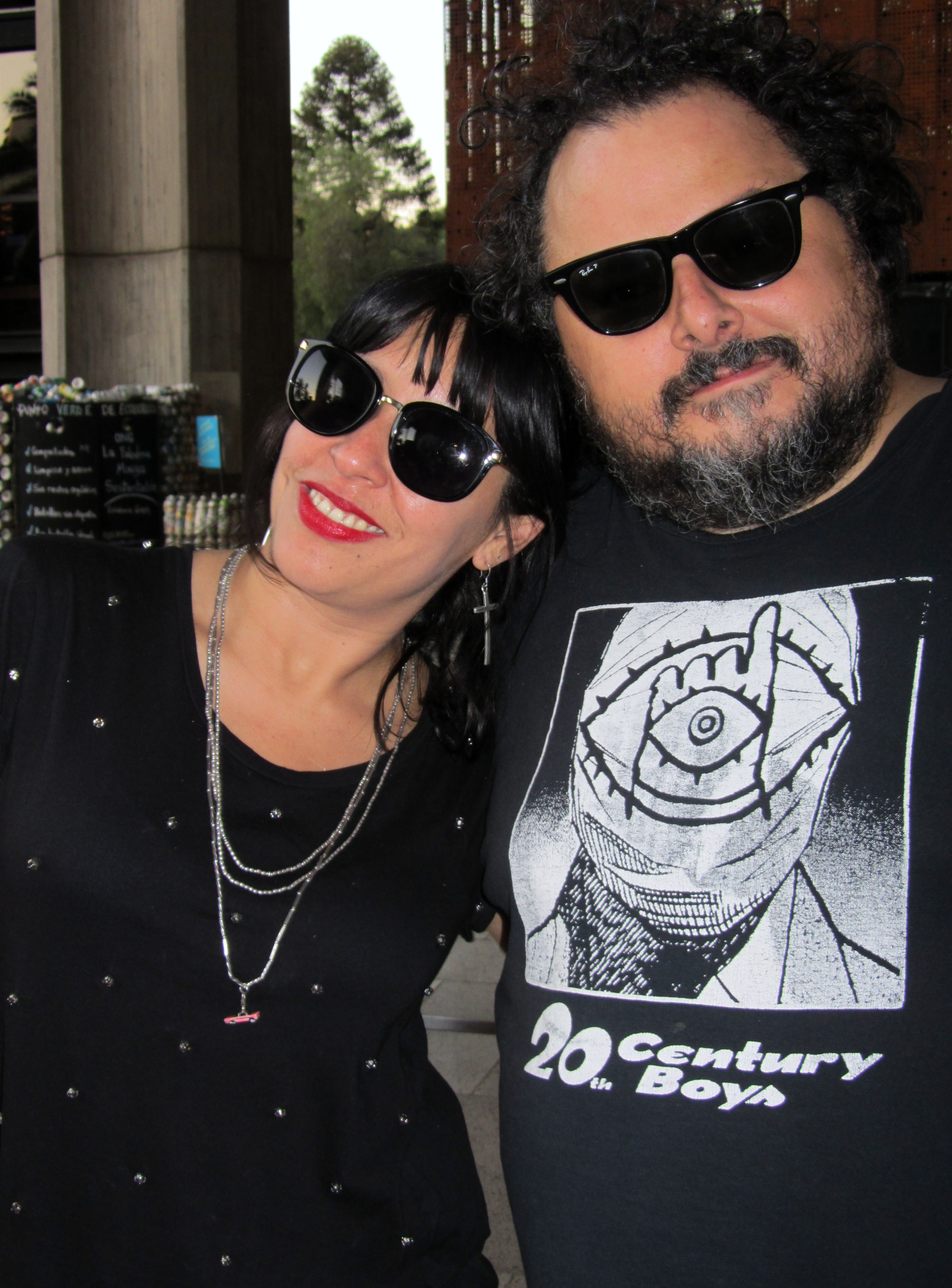
Bisama con su esposa Carla MacKay en el GAM, abril de 2015

Bisama fue considerado originalmente parte de un movimiento renovador de las letras chilenas denominado Freak Power y que estaría compuesto además por narradores como Jorge Baradit, Francisco Ortega, Sergio Amira o Mike Wilson.
Sus dos primeras novelas, Caja negra (2006) y Música marciana (2008), eran, en palabras del propio Bisama, «desquiciadas», en las que «el mundo se acaba cincuenta veces por libro», novelas sobre directores de cine de terror, de frikis, ovnis, asesinos en serie o dibujantes japoneses de cómic underground.
La crítica sobre su obra es diversa. Por un lado, críticos como Patricia Espinosa han juzgado muy severamente el tratamiento en la literatura de Bisama de la cultura pop. Por otra parte, otras críticas más cercanas a la estética de la ciencia ficción o la literatura especulativa han valorado muy positivamente sus textos.
La escritura de ficción de Bisama cambió después de la obra por encargo Cien libros chilenos (2008). El autor lo explica así:

«Me puse a escribir cien reseñas de cien libros chilenos. Y me topé con una suerte de lecturas que no había tenido pero que tuve que sistematizar, y allí me di cuenta que había pasado el momento de la cita, el momento del homenaje y el momento freak y volví a empezar a pensar eso desde otro lado. Y de allí aparecieron Estrellas muertas y de allí apareció Ruido».

Estrellas muertas (2010), que marca un alejamiento del Freak Power, obtuvo excelentes críticas, a las que luego se sumaron importantanes premios, como el Municipal de Literatura de Santiago y el de la Academia Chilena de la Lengua. 
En palabras de Felipe Gana, con Ruido (2012), novela inspirada en el vidente de Villa Alemana, Bisama «se sigue alejando de lo que él o su generación llaman el Freak Power, para hacernos una entrega llena de guiños a ellos, pero sin ciencia ficción, sino contándonos los elementos paranormales que en su provincia son el paisaje y el ruido de ambiente de los 80's y 90's». Sobre esta novela, Bisama declaró:

«es una novela muy rara, porque es una novela escrita en la primera persona del plural que tiene su origen en la crónica. Es sobre dos cosas: una es la historia de un vidente en un pueblo chico de provincia. Luego de cinco de años de apariciones en las que le habla la virgen, el vidente se vuelve transexual… La otra parte de la historia es un relato, contado desde el punto de vista de los chicos que crecen viendo esto en el pueblo, y que luego fundan bandas de rock y bandas de punk… O sea, en realidad es una historia de la comunidad de la provincia chilena, de la provincia donde pasan estos milagros y —en el fondo— cómo la comunidad construye un relato real-maravilloso. [...] A mí me interesaba porque era una historia que podía ser contada como una historia colectiva, la historia de una provincia. En general la literatura chilena es muy santiaguina, muy capitalina».

Bisama ha sido incluido por algunos críticos en la llamada Literatura de los hijos. El autor le reconoció al escritor Antonio Díaz Oliva, con reservas, la cercanía a este grupo, particularmente referida a Ruido. Al respecto ha dicho:

Creo que lo que se llamó «literatura de los hijos» en realidad es parte de un proceso más amplio y que tiene que ver con el hecho de que se cumplieron cuarenta años del golpe y una generación completa, la mía, estuvo obligada a reflexionar cómo se relacionaba con su memoria privada y doméstica con la del país; un examen que fue complejo y lleno de matices, casi siempre doloroso. Eso está en Volver a los 17, el libro que editó Óscar Contardo que yo creo que resulta central para entender el asunto. Me parece que Alejandra Costamagna y Nona Fernández hacen ahí aportes feroces e imprescindibles. Respecto a lo que yo hago, obvio, por lo menos en Ruido que tiene cercanía con eso, porque es imposible que no lo tenga, por más que yo aparezca nunca y el narrador sea una especie de fantasma. Los otros libros no lo tengo tan claro y es bueno que así sea quizás.

## Estilo e influencias
La obra de Bisama está fuertemente influenciada en la cultura underground, y en especial sus primeros trabajos tienen una fuerte conexión con la cultura friki. El autor busca en sus libros una visión nacional descentralizada, y utiliza herramientas de la crónica y las múltiples voces narrativas.

## Obras

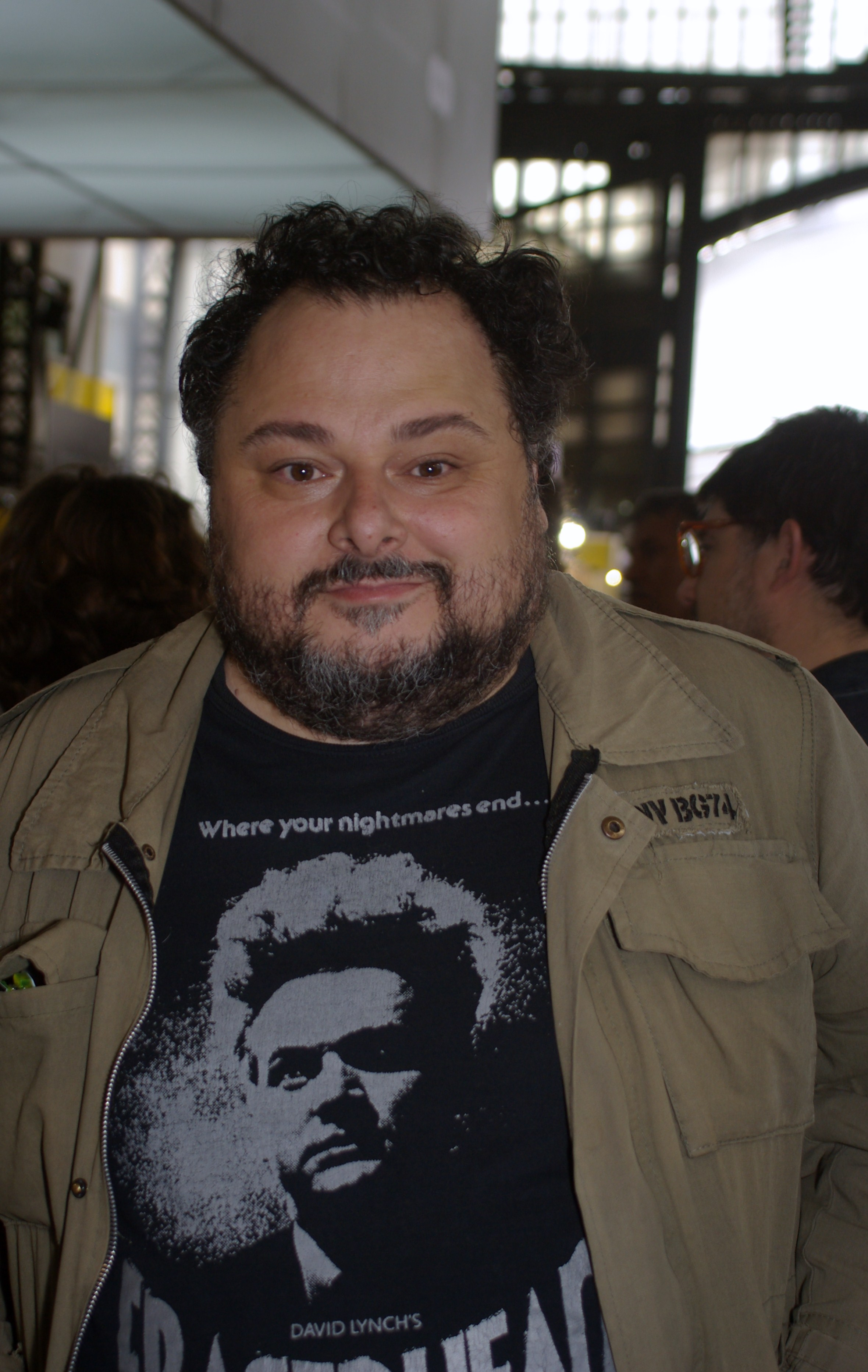
Bisama en la FILSA 2015

### Novelas
- 2006 - Caja negra, Bruguera (reeditada en 2015 por Libros del Laurel)
- 2008 - Música marciana, Planeta
- 2010 - Estrellas muertas, Alfaguara
- 2012 - Ruido, Alfaguara
- 2014 - Taxidermia, Alquimia Ediciones
- 2016 - El brujo, Alfaguara
- 2018 - Laguna, Alfaguara

### Cuentos
- 2013 - Los muertos, Ediciones B. Contiene 11 relatos: 
  - «Remix», «Los muertos», «Ciento setenta y dos mil ochocientos segundos», «Patria automática», «La dieta del orco», «Ho Chi Minh City», «Arena negra», «Muchacha nazi», «Pozo», «Noize», «Death Metal»
- 2015 - Cuando éramos hombres lobo, Editorial El Cuervo, La Paz, (reeditado en 2021). Contiene 7 cuentos:
  - «Cuando éramos hombres lobo», «La dieta del orco», «Crypta», «Comedy central», «Patria automática», «Las canciones que escuchaban los maestros secretos del mundo (una novela de vampiros)», «Póser»

### Ensayo, crónicas y crítica
- 2003 - Zona cero, Edición del Gobierno Regional de Valparaíso
- 2006 - Postales urbanas, recopilación de textos publicados originalmente en Ciudad y Arquitectura; El Mercurio/Aguilar, Santiago
- 2008 - Cien libros chilenos, crítica, Ediciones B, Santiago
- 2015 - Televisión, selección de crónicas y cuentos sobre tv, la mayoría escritos en su tiempo para la prensa;[17] Lecturas Ediciones
- 2016 - Deslizamientos, crónicas y ensayos; Ediciones UDP, Santiago
- 2020 - Mala lengua. Un retrato de Pablo de Rokha, Alfaguara
- 2023 - La rabia y el augurio. Un ensayo biográfico sobre Carlos Droguett; Ediciones UDP, Santiago.

## Premios y distinciones
- Elegido como uno de los 100 Líderes Jóvenes Chilenos 2005 por El Mercurio como escritor y crítico[18]
- Seleccionado por Bogotá 39 como uno de los narradores menores de 39 años más importantes de América Latina, 2007[1]
- Premio Municipal de Literatura de Santiago 2011, en categoría Novela por Estrellas muertas[19]
- Premio Academia 2011 (Academia Chilena de la Lengua) al mejor libro de 2010 por Estrellas muertas[20]
- Finalista del Premio Altazor 2013 con Ruido
- Premio de la Crítica 2020 por Mala lengua (Círculo de Críticos de Arte de Chile)[21]
- Premio Municipal de Literatura de Santiago 2024, en categoría Referencial por La rabia y el augurio[22]